# كريس باتلر (موسيقي)
كريس باتلر (بالإنجليزية: Chris Butler)‏ هو موسيقي ومنتج أسطوانات وكاتب أغاني أمريكي، ولد في 22 مايو 1949.

## وصلات خارجية
- كريس باتلر على موقع IMDb (الإنجليزية)
- كريس باتلر على موقع ميوزك برينز (الإنجليزية)
- كريس باتلر على موقع ديسكوغز (الإنجليزية)